# Pseudopeltula
Pseudopeltula är ett släkte av svampar. Pseudopeltula ingår i familjen Gloeoheppiaceae, ordningen Lichinales, klassen Lichinomycetes, divisionen sporsäcksvampar och riket svampar.
|               | Gloeoheppia                                |
|               |                                            |
| Pseudopeltula | \| \| Pseudopeltula heppioides \| \| \| \| |
|               | \| \| Pseudopeltula heppioides \| \| \| \| |
|               | Pseudopeltula heppioides                   |
|               |                                            |

|  | Pseudopeltula heppioides |
|  |                          |